# Joyo de eerste
Joyo de eerste is het 120ste stripverhaal van De Kiekeboes. Dit album voor de reeks van Merho werd door striptekenaar Kristof Fagard getekend, inkt door Peter Koeken. Het album verscheen op 18 maart 2009.

## Verhaal
Charlotte en Fanny openen een kinderdagverblijf en hebben al meteen hun handen vol. De kleine Joyo wordt niet opgehaald door zijn moeder en Fanny trekt met haar vriendin Tomboy op onderzoek. In een verlaten bouwval ontdekken ze Eva Ngeli, de moeder van Joyo, die wordt vastgehouden door een bende. Ze vertelt hen dat ze met haar zoontje de republiek Tantzanin ontvlucht is omdat het daar niet meer veilig was voor hen. Nu de vrouw echter gegijzeld wordt, is het van levensbelang dat Joyo in veiligheid wordt gebracht. Ze vatten een reis aan naar het verre Afrika, meer bepaald naar het gebied van de Cassacassa's.

## Achtergronden bij het verhaal en culturele verwijzingen
- In dit album maakt de nieuwe vriendin van Fanny, Tomboy, haar debuut. Zij zal in volgende albums een blijvende rol spelen.[1]
- De namen waarin een woordspeling voorkomt zijn Eva Ngeli (evangelie), Mbrella (umbrella, Engels voor paraplu), Black Barry (BlackBerry), Jean-Bédel (Jean-Bédel Bokassa), Sim Babwé (Zimbabwe), Tiritomba de Zevende (verwijst naar Tiritomba, een lied van Helmut Lotti), Rod Weyler (Rottweiler) en Pelle Tonn (peloton).
- De volksstam Cassacassa is een woordspeling op de uitdrukking "Kassa kassa", wat betekent dat er veel geld te verdienen valt.
- Het dorp Plassendaele is een woordspeling op Passendale.
- De berg Grosso Modo is een woordspeling op de uitdrukking grosso modo.
- Hotel Pinkelman is een woordspeling op de Pinkerton hotelketen en Godfried Bomans' De avonturen van Pa Pinkelman.
- Het "Pumpking" hotel is een woordspeling op het Engelse woord "pumpkin" dat pompoen betekent.
- De hoofdstad van het land Tantzanin, een woordspeling op Tanzania en/of de aanduiding tante Jeaninne, in het Antwerps uitgesproken. Kadul, verwijst naar de Afghaanse hoofdstad Kabul, maar is ook Vlaams voor een voorwerp dat beschadigd of stuk is.
- De vrouw die Nonkel Vital achtervolgt in strook 36 heet Trottinette, een uit het Frans afgeleid Vlaams dialectwoord voor autoped of step.
- Jan Decleir was bij dit album ongetwijfeld de inspiratie voor het personage Rod Weyler, die als 2 druppels water lijkt op de Vlaamse acteur.
- In strook 84a zit Joyo op een elektrische stoel die als troon dient. Dit is gebaseerd op een verhaal over keizer Menelik II van Ethiopië, alhoewel de correctheid hiervan in twijfel wordt getrokken.
- Het personage Kubalibra is een woordspeling op de alcoholische drank Cuba libre.
- Opticien Ann Sanders is mogelijk een woordspeling op Hans Sanders, de frontzanger van Bots en Hans Anders, een Nederlandse opticienketen.